# Sylvilagus cunicularius
Sylvilagus cunicularius е вид бозайник от семейство Зайцови (Leporidae).

## Разпространение
Видът е разпространен в Мексико (Веракрус, Гереро, Идалго, Колима, Мексико, Мичоакан, Морелос, Оахака, Пуебла, Синалоа, Тласкала и Халиско).